# Dicranota (Dicranota) nubecula
Dicranota (Dicranota) nubecula is een tweevleugelige uit de familie Pediciidae. De soort komt voor in het Oriëntaals gebied.